# Rick Springfield

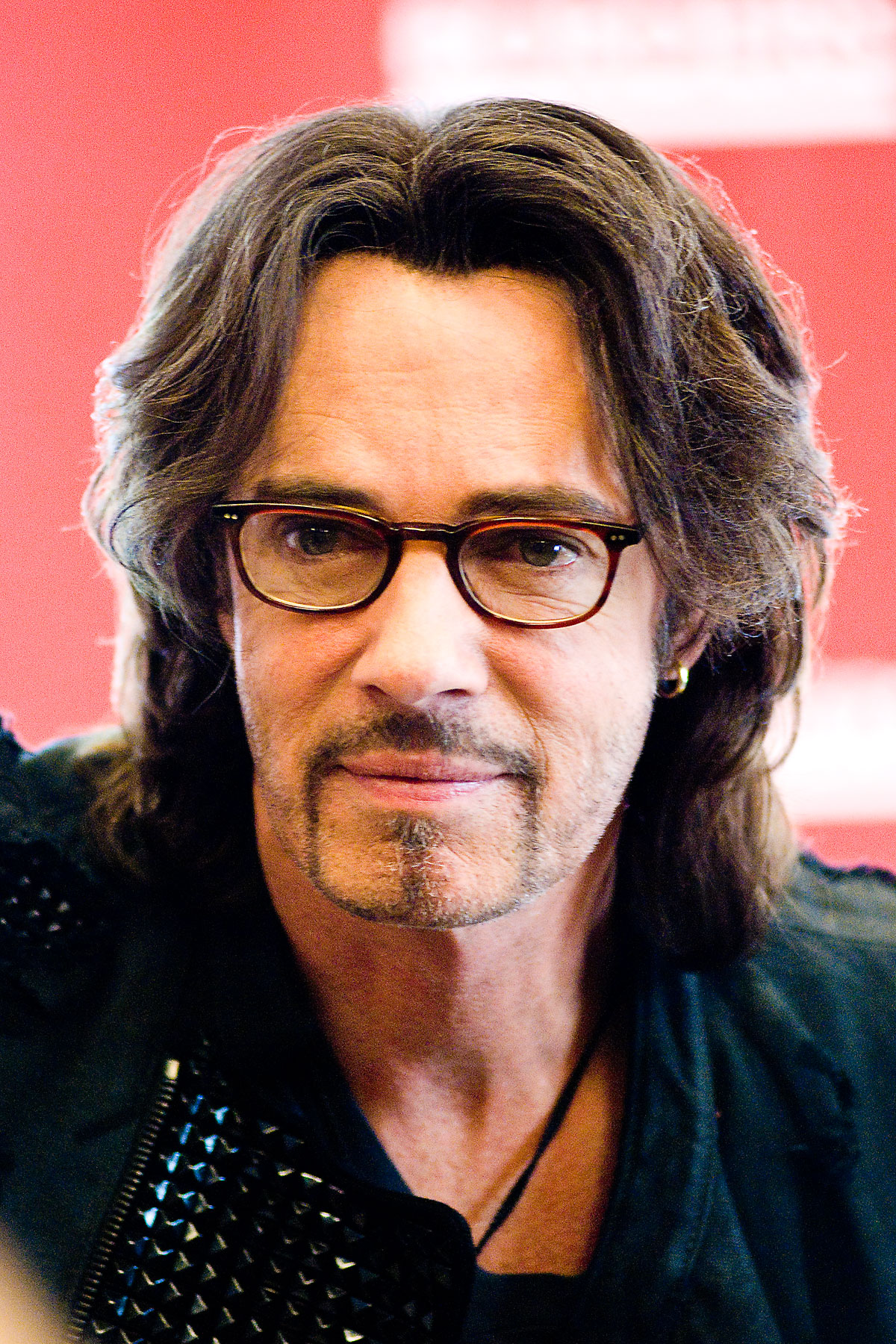
Rick Springfield, 2010

Rick Springfield (* 23. August 1949 als Richard Lewis Springthorpe in Sydney, Australien) ist ein australisch-amerikanischer Musiker und Schauspieler. Die US-amerikanische Staatsbürgerschaft besitzt er seit 2006.

## Biografie
Rick Springfield wurde 1949 als Sohn von Norman und Eileen Springthorpe geboren. 1959 zog die Familie wegen der Militärkarriere des Vaters nach England. An seinem 13. Geburtstag bekam er seine erste Gitarre von seinem Vater geschenkt, die er zur E-Gitarre umfunktionierte.

### Karriere
1967 verließ Rick Springfield die Highschool und spielte als Gitarrist in der Band Rock House, die 1968 unter dem Namen MPD, Ltd zur Truppenbetreuung in Vietnam auftrat. Im Februar 1969 kehrte Springfield von dort zurück. Nach Gründung und Auflösung der kurzzeitig existierenden Band Wickedy Wak wurde er Gitarrist und Backgroundsänger der Gruppe Zoot, als deren Mitglied er in Australien unter anderem durch die Single Eleanor Rigby, die eine Hard-Rock-Coverversion des Beatles-Klassikers ist, einen großen Bekanntheitsgrad erreichte.
Nach der Auflösung von Zoot im Jahre 1971 versuchte sich Rick Springfield als Solist. Schon mit seiner ersten Single Speak to the Sky hatte er den ersten Top-Ten-Hit in Australien. Außerdem schaffte der Song den Sprung unter die Top 20 der USA, in die er 1972 übersiedelte. Sein erstes Album Beginnings war kommerziell nur ein mäßiger Erfolg. Das zweite Album Comic Book Heroes wurde trotz guter Kritiken ebenfalls kein großer Erfolg. Danach erschien der Soundtrack zu der Zeichentrickserie Mission Magic. Im Jahre 1974 nahm Springfield sein Album Springfield auf. Wegen Unstimmigkeiten mit dem Management erschien das Album nicht. Die Plattenfirma Chelsea Records veröffentlichte 1976 das Album Wait for Night, musste jedoch kurze Zeit später Konkurs anmelden.
1978 unterschrieb Rick Springfield bei Universal Pictures einen Schauspielvertrag und trat in zahlreichen Shows und Serien auf, unter anderem Kampfstern Galactica, Wonder Woman und Detektiv Rockford – Anruf genügt.
1981 kam der Durchbruch. Das Album Working Class Dog wurde dank der Nummer-1-Single Jessie’s Girl ein Überraschungserfolg und erreichte in den USA Platin für 1 Million verkaufte Tonträger. Mit Love Is Alright Tonight und I’ve Done Everything for You, letzterer komponiert von Sammy Hagar, folgten zwei weitere Top-20-Singles. Im selben Jahr hatte Springfield einen Vertrag für die Rolle des Dr. Noah Drake in der Fernsehserie General Hospital unterschrieben, da es anfangs nicht sicher war, ob sein Album Working Class Dog überhaupt erscheinen würde.
Im April 1981 verstarb Springfields Vater, dem er die beiden Lieder My Father’s Chair und April 24th widmete. 1982 gewann er einen Grammy Award in der Kategorie „Best Male Rock Vocal Performance“ für seinen Titel Jessie’s Girl, der noch für zwei weitere Grammys nominiert war. Das Nachfolgealbum Success Hasn’t Spoiled Me Yet (1982) konnte mit dem Single-Hit Don’t Talk to Strangers an den Erfolg anknüpfen, erhielt Platin und eine Grammy-Nominierung. 1983 verließ er die Serie General Hospital, um sich wieder mehr seiner Musik zu widmen. In den folgenden Jahren veröffentlichte Springfield drei weitere, ebenfalls erfolgreiche Alben: Living in OZ (1983), Hard to Hold (1984), ein Soundtrack zu dem Film gleichen Namens, in dem er auch die Hauptrolle spielte, und Tao (1985) mit der Single Celebrate Youth.
1988 verunglückte Springfield mit einem ATV und brach sich das Schulterblatt und ein paar Rippen. Das 1988 produzierte Album Rock of Life wurde kein großer kommerzieller Erfolg, da er auf Grund des Unfalles nicht auf Tournee gehen konnte. Bis 1997 war Springfield zwar weitgehend musikalisch inaktiv, spielte aber in zahlreichen Filmen und Serien mit.
Zusammen mit dem Keyboarder Bob Marlette und dem Gitarristen Tim Pierce startete Springfield 1997 unter dem Bandnamen Sahara Snow und dem gleichnamigen Album ein musikalisches Comeback. Ab 1999 trat er wieder als Solokünstler in Erscheinung und veröffentlichte das Album Karma. 2001 folgte das Best-of-Album The Greatest Hits… Alive. Von Januar 2001 bis Dezember 2007 spielte und sang er die Hauptrolle in der Spezialeffekt-Show EFX Alive im MGM Grand Hotel in Las Vegas.

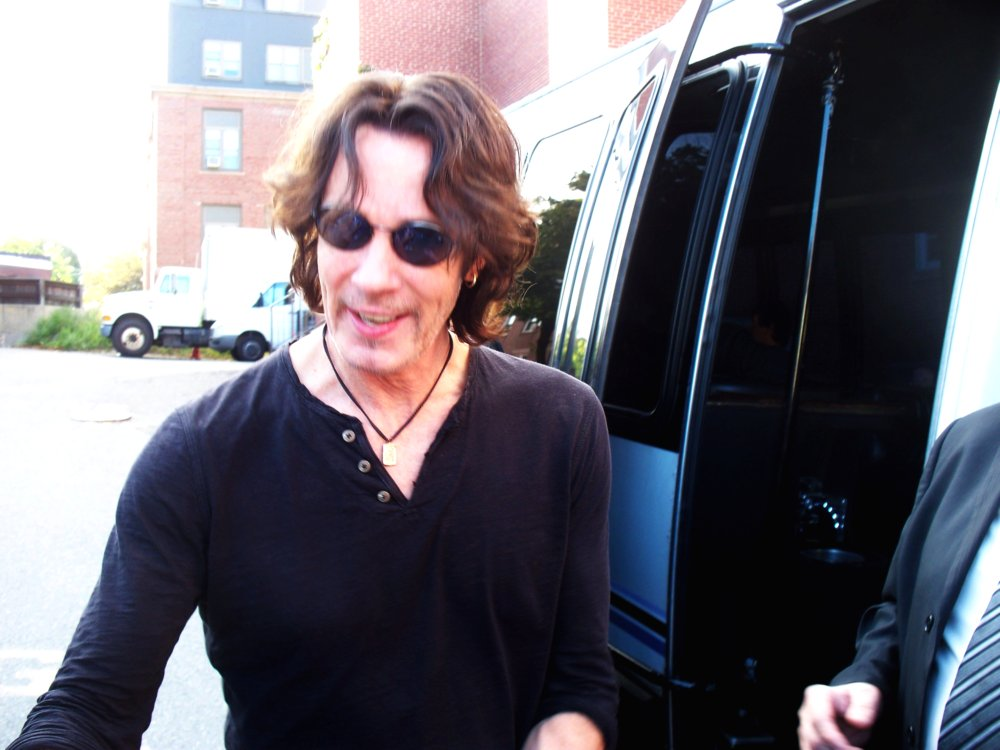
Rick Springfield, 2011

2004 veröffentlichte Springfield das Album Shock, Denial, Anger, Acceptance (kurz: SDAA), bei dem er einen wesentlich rockigeren Sound anschlug als noch bei Karma. Im folgenden Jahr wollte er seinen Fans zeigen, welche Musik ihn inspirierte und welche Lieder er gerne geschrieben hätte. Das Ergebnis war das Album The Day Before Yesterday, das aber nicht den Erfolg von SDAA wiederholen konnte. Mehr Beachtung fand das Best-of-Doppelalbum Written in Rock, ebenfalls aus dem Jahr 2005.
2006 wurde das Album Working Class Dog remastert und mit drei bisher unveröffentlichten Bonustracks wiederveröffentlicht. Springfields erstes Weihnachtsalbum, Christmas with You, erschien 2007, im darauffolgenden Jahr erschien Venus in Overdrive, mit dem er die bisher höchste Album-Chartplatzierung in den USA seit den Achtzigern verbuchen konnte.
Nachdem Springfield einige alte Bänder in einer Schublade gefunden hatte, veröffentlichte er diese 2009 unter dem Titel My Precious Little One. Die Platte ist eine Sammlung von Schlafliedern, die er für seine beiden Söhne, Liam und Joshua, in deren Kindertagen geschrieben hatte. Im Laufe des Jahres hatte er einige größere Gastauftritte als er selbst in der Serie Californication (Fernsehserie, Staffel 3), wobei er dort als ausschweifende 1980er-Jahre-Legende auf dem Weg zum Comeback dargestellt wurde.
2010 tourte Springfield durch Europa und gab auch ein Deutschlandkonzert, das im Juni vor etwa 800 Fans in Weingarten stattfand. Die italienische Plattenfirma Frontiers Records, bekannt für Rock- und Hard-Rock-Produktionen, hatte zuvor eine Raritäten-CD aus Liedern, die zusammen mit Jeff Silverman entstanden waren, und das Album Venus in Overdrive mit einem Bonustrack und einer Live-DVD (Live in Rockford) für den europäischen Markt neu aufgelegt. Im Herbst 2012 veröffentlichte Rick Springfield mit Songs for the End of the World ein neues Album. Eine Besonderheit ist, dass die CD mit vier verschiedenen Covern und jeweils unterschiedlichen Bonustracks erschien. 2016 erschien sein 18. Studioalbum Rocket Science. Es wurde von Matt Bissonette koproduziert.
Im Herbst 2010 kam die Autobiografie Late, Late at Night in den Handel und schaffte es auf Top-Ten-Platzierungen in einigen Bestsellerlisten der USA.
Im Jahre 2011 spielte Rick Springfield eine kurze Rolle in Hawaii Five-0 (Staffel 1 – Episode 22). Er stellte den Fotografen Renny Sinclair dar, der in seinem Wohnwagen bei lebendigem Leib verbrannte. Am Ende der Folge wird auch der Fall des Fotografen geklärt und der Täter festgenommen.
Im Januar 2018 veröffentlichte Rick Springfield das Blues-beeinflusste Album „The Snake King“.

### Privatleben
1984 heiratete Rick Springfield Barbara Porter, eine Sekretärin von RCA Records. Das Paar hat zwei Söhne.
Im September 2000 wurde Rick Springfield nach einem Streit mit seiner Frau festgenommen. Am nächsten Morgen wurde er gegen Zahlung von 50.000 US-Dollar Kaution wieder auf freien Fuß gesetzt.

## Diskografie

### Studioalben
| Jahr | Titel                          | Höchstplatzierung, Gesamtwochen, AuszeichnungChartplatzierungen (Jahr, Titel, Platzierungen, Wochen, Auszeichnungen, Anmerkungen) | Höchstplatzierung, Gesamtwochen, AuszeichnungChartplatzierungen (Jahr, Titel, Platzierungen, Wochen, Auszeichnungen, Anmerkungen) | Höchstplatzierung, Gesamtwochen, AuszeichnungChartplatzierungen (Jahr, Titel, Platzierungen, Wochen, Auszeichnungen, Anmerkungen) | Höchstplatzierung, Gesamtwochen, AuszeichnungChartplatzierungen (Jahr, Titel, Platzierungen, Wochen, Auszeichnungen, Anmerkungen) | Anmerkungen |
| Jahr | Titel                          | DE | CH | UK | US | Anmerkungen |
| ---- | ------------------------------ | --- | --- | --- | --- | --- |
| 1972 | Beginnings                     | — | — | — | US35 (17 Wo.)US | Erstveröffentlichung: 28. August 1972                                                                                    |
| 1976 | Wait for Night                 | — | — | — | US159 (8 Wo.)US | Charteinstieg in USA erst 1983                                                                                           |
| 1981 | Working Class Dog              | — | — | — | US7 Platin · (73 Wo.)US | Erstveröffentlichung: Februar 1981                                                                                       |
| 1982 | Success Hasn’t Spoiled Me Yet  | — | — | — | US2 Platin · (35 Wo.)US | Erstveröffentlichung: 23. März 1982                                                                                      |
| 1983 | Living in Oz                   | — | — | UK41 (4 Wo.)UK | US12 Platin · (57 Wo.)US | Erstveröffentlichung: 30. März 1983 Charteintritt in UK erst im Februar 1984                                             |
| 1984 | Hard to Hold                   | DE24 (26 Wo.)DE | — | — | US16 Platin · (36 Wo.)US | Erstveröffentlichung: 23. Juli 1984 Soundtrack zum gleichnamigen Film, mit Graham Parker, Nona Hendryx und Peter Gabriel |
| 1984 | Beautiful Feelings             | — | — | — | US78 (13 Wo.)US | mit neu eingespielten Instrumenten bereits 1978 aufgenommen                                                              |
| 1985 | Tao                            | DE5 Gold · (30 Wo.)DE | CH7 (23 Wo.)CH | UK68 (3 Wo.)UK | US21 Gold · (26 Wo.)US | Erstveröffentlichung: 27. März 1985                                                                                      |
| 1988 | Rock of Life                   | DE16 (18 Wo.)DE | CH14 (6 Wo.)CH | UK80 (1 Wo.)UK | US55 (16 Wo.)US | Erstveröffentlichung: März 1988                                                                                          |
| 1999 | Karma                          | — | — | — | US189 (1 Wo.)US | Erstveröffentlichung: 13. April 1999                                                                                     |
| 2005 | The Day After Yesterday        | — | — | — | US197 (1 Wo.)US | Erstveröffentlichung: 12. Juli 2005                                                                                      |
| 2008 | Venus in Overdrive             | — | — | — | US28 (2 Wo.)US | Erstveröffentlichung: 29. Juli 2008                                                                                      |
| 2012 | Songs for the End of the World | — | — | — | US44 (1 Wo.)US | Erstveröffentlichung: 9. Oktober 2012                                                                                    |
| 2016 | Rocket Science                 | — | — | — | US69 (1 Wo.)US | Erstveröffentlichung: 19. Februar 2016                                                                                   |

grau schraffiert: keine Chartdaten aus diesem Jahr verfügbar
Weitere Studioalben
- 1970: Just Zoot (als Teil von Zoot)
- 1973: Comic Book Heroes
- 1974: Mission: Magic!
- 1997: Sahara Snow
- 2004: Shock/Denial/Anger/Acceptance
- 2007: Christmas with You
- 2009: My Precious Little One
- 2018: The Snake King

### Livealben
- 2008: Live and Kickin’
- 2015: Stripped Down
- 2019: Orchestrating My Life

### Kompilationen
- 1971: Zoot Locker – The Best of Zoot
- 1977: Big Hits
- 1989: Rick Springfield’s Greatest Hits
- 1993: We’re Gonna Have a Good Time
- 1996: Best Of
- 1997: Rick Springfield
- 1999: Backtracks
- 1999: The Best of Rick Springfield
- 2000: Best Selection
- 2000: Working Class Dog • Success Hasn’t Spoiled Me Yet
- 2000: VH1 Behind the Music: The Rick Springfield Collection
- 2001: Calling All Girls – The Romantic Rick Springfield
- 2001: Serie Titanium
- 2001: Speak to the Sky
- 2001: The Greatest Hits: Alive
- 2003: Legendary (3 CDs)
- 2003: The Best of Rick Springfield
- 2003: Platinum & Gold Collection
- 2004: 12inch Collection
- 2005: Written in Rock: Rick Springfield Anthology (2 CDs)
- 2006: We Are the ’80s
- 2006: Catch Me If You Can
- 2008: Playlist: The Very Best of Rick Springfield
- 2008: Super Hits
- 2009: Fan-Tastic Rick Springfield
- 2010: From the Vault (A Collection of Works by Rick Springfield and Jeff Silverman) (mit Jeff Silverman)
- 2011: The Essential Rick Springfield
- 2014: Original Album Classics (Box mit 5 CDs)

### EPs
- 1969: 4 Shades of Pink
- 1983: Jessie's Girl – Wizard Records ZEP-003

### Singles
| Jahr | Titel Album                                           | Höchstplatzierung, Gesamtwochen, AuszeichnungChartplatzierungen (Jahr, Titel, Album, Platzierungen, Wochen, Auszeichnungen, Anmerkungen) | Höchstplatzierung, Gesamtwochen, AuszeichnungChartplatzierungen (Jahr, Titel, Album, Platzierungen, Wochen, Auszeichnungen, Anmerkungen) | Höchstplatzierung, Gesamtwochen, AuszeichnungChartplatzierungen (Jahr, Titel, Album, Platzierungen, Wochen, Auszeichnungen, Anmerkungen) | Höchstplatzierung, Gesamtwochen, AuszeichnungChartplatzierungen (Jahr, Titel, Album, Platzierungen, Wochen, Auszeichnungen, Anmerkungen) | Anmerkungen                                                              |
| Jahr | Titel Album                                           | DE | CH | UK | US | Anmerkungen                                                              |
| ---- | ----------------------------------------------------- | --- | --- | --- | --- | ------------------------------------------------------------------------ |
| 1972 | Speak to the Sky Beginnings                           | — | — | — | US14 (13 Wo.)US | Erstveröffentlichung: Mai 1972                                           |
| 1972 | What Would the Children Think Beginnings              | — | — | — | US70 (4 Wo.)US |                                                                          |
| 1974 | American Girls Springfield (unveröffentlichtes Album) | — | — | — | US98 (2 Wo.)US |                                                                          |
| 1976 | Take a Hand Wait for Night                            | — | — | — | US41 (9 Wo.)US |                                                                          |
| 1981 | Jessie’s Girl Working Class Dog                       | — | — | UK43 Platin · (7 Wo.)UK | US1 Gold · (32 Wo.)US | Erstveröffentlichung: Februar 1981 Charteintritt in UK erst im März 1984 |
| 1981 | I’ve Done Everything for You Working Class Dog        | — | — | — | US8 (22 Wo.)US |                                                                          |
| 1981 | Love Is Alright Tonite Working Class Dog              | — | — | — | US20 (16 Wo.)US | Erstveröffentlichung: August 1981                                        |
| 1982 | Don’t Talk to Strangers Success Hasn’t Spoiled Me Yet | — | — | — | US2 (21 Wo.)US | Erstveröffentlichung: März 1982                                          |
| 1982 | What Kind of Fool Am I Success Hasn’t Spoiled Me Yet  | — | — | — | US21 (12 Wo.)US | Erstveröffentlichung: Mai 1982                                           |
| 1982 | I Get Excited Success Hasn’t Spoiled Me Yet           | — | — | — | US32 (12 Wo.)US |                                                                          |
| 1983 | Affair of the Heart Living in Oz                      | — | — | — | US9 (18 Wo.)US | Erstveröffentlichung: April 1983                                         |
| 1983 | Human Touch Living in Oz                              | — | — | UK23 (7 Wo.)UK | US18 (15 Wo.)US | Erstveröffentlichung: Juni 1983                                          |
| 1983 | Souls Living in Oz                                    | — | — | — | US23 (15 Wo.)US |                                                                          |
| 1984 | Love Somebody Hard to Hold                            | DE23 (16 Wo.)DE | — | UK95 (1 Wo.)UK | US5 (16 Wo.)US |                                                                          |
| 1984 | Don’t Walk Away Hard to Hold                          | — | — | — | US26 (12 Wo.)US |                                                                          |
| 1984 | Bop ’Til You Drop Hard to Hold                        | — | — | — | US20 (15 Wo.)US |                                                                          |
| 1984 | Bruce Beautiful Feelings                              | — | — | — | US27 (13 Wo.)US | Erstveröffentlichung: 1981                                               |
| 1984 | Taxi Dancing Hard to Hold                             | — | — | — | US59 (10 Wo.)US | vom Soundtrack Hard to Hold mit Randy Crawford                           |
| 1985 | Celebrate Youth Tao                                   | DE5 (18 Wo.)DE | CH9 (12 Wo.)CH | UK80 (4 Wo.)UK | US26 (11 Wo.)US |                                                                          |
| 1985 | State of the Heart Tao                                | DE44 (7 Wo.)DE | — | — | US22 (15 Wo.)US |                                                                          |
| 1988 | Rock of Life                                          | — | — | UK83 (4 Wo.)UK | US22 (15 Wo.)US |                                                                          |

Weitere Singles
- 1973: I’m Your Superman
- 1973: Wizard Preview (mit Gary Young, Ross Wilson, Ross Hannaford und The Daltons)
- 1977: Treat Me Gently in the Morning
- 1982: Kristina
- 1982: Calling All Girls
- 1988: (This Is No) Honeymoon
- 2008: Who Killed Rock-n-Roll? (Download-Single)
- 2009: Jet (Download-Single)

### Videoalben
- 1983: Live and Kickin’
- 1984: Platinum Videos
- 1985: Beat of the Live Drum
- 2001: Alive
- 2006: Live in Rockford

## Auszeichnungen für Musikverkäufe
| Goldene Schallplatte - Kanada - 1981: für die Single Jessie’s Girl - 1983: für das Album Living in Oz - 1984: für das Album Hard to Hold - Neuseeland - 2024: für das Album Working Class Dog - Schweden - 1987: für das Album Rock of Life | Platin-Schallplatte - Kanada - 1982: für das Album Success Hasn’t Spoiled Me Yet 2× Platin-Schallplatte - Kanada - 1985: für das Album Working Class Dog 3× Platin-Schallplatte - Neuseeland - 2023: für die Single Jessie’s Girl |

Anmerkung: Auszeichnungen in Ländern aus den Charttabellen bzw. Chartboxen sind in ebendiesen zu finden.
| Land/RegionAuszeichnungen für Musikverkäufe (Land/Region, Auszeichnungen, Verkäufe, Quellen) | Gold     | Platin       | Verkäufe  | Quellen              |
| -------------------------------------------------------------------------------------------- | -------- | ------------ | --------- | -------------------- |
| Deutschland (BVMI)                                                                           | Gold1    | —            | 250.000   | musikindustrie.de    |
| Kanada (MC)                                                                                  | 3× Gold3 | 3× Platin3   | 475.000   | musiccanada.com      |
| Neuseeland (RMNZ)                                                                            | Gold1    | 3× Platin3   | 97.500    | radioscope.co.nz NZ2 |
| Schweden (IFPI)                                                                              | Gold1    | —            | 50.000    | sverigetopplistan.se |
| Vereinigte Staaten (RIAA)                                                                    | 2× Gold2 | 4× Platin4   | 5.500.000 | riaa.com             |
| Vereinigtes Königreich (BPI)                                                                 | —        | Platin1      | 600.000   | bpi.co.uk            |
| Insgesamt                                                                                    | 8× Gold8 | 11× Platin11 |           |                      |

## Filmografie (Auswahl)
- 1978: Detektiv Rockford – Anruf genügt ("The Rockford Files") (Fernsehserie), Staffel 4, Folge 17: "Die geplatzte Party"
- 1978: Wonder Woman
- 1978: Kampfstern Galactica (Battlestar Galactica) (Fernsehserie)
- 1980–1982, 2005–2007, 2008, 2012, 2013: General Hospital (Fernsehserie)
- 1984: Hard to Hold
- 1989: Midnight Cop
- 1992: Die Maske (Human Target) (Fernsehserie)
- 1994: High Tide (Fernsehserie)
- 1994: Robins Club (Robin’s Hoods) (Fernsehserie)
- 1994: Kung Fu Im „Zeichen des Drachen“ (Fernsehserie)
- 1998: Legion – Experiment des Todes (Legion)
- 1998: Loyal Opposition: Terror in the White House
- 1999: Dying to Dance
- 2009: Californication (Fernsehserie, Staffel 3)
- 2011: Hawaii Five-0 (Fernsehserie Staffel 1, Episode 22)
- 2013: Sound City (Dokumentation)
- 2015: Ricki – Wie Familie so ist (Ricki and the Flash)
- 2016: Supernatural (Fernsehserie)
- 2017: American Horror Story: Cult (Fernsehserie, Staffel 7, Episode 8)
- 2018: Die Goldbergs (The Goldbergs, Fernsehserie, 1 Episode)

## Künstlerauszeichnungen
Grammy
- 1982: für die Single Jessie’s Girl – Best Male Rock Vocal Performance